# Panitumumab (вектибикс)
Panitumumab (Вектибикс) - раніше відомий як ABX-EGF -протипухлинний препарат, людські  моноклональні антитіла  lgG2, отримані з клітинної лінії ссавців (яєчник китайського хом'яка), шляхом рекомбінантної ДНК-технології, специфічні для рецептора епідермального фактора росту, відомого у людині як рецептор епідермального фактора росту EGFR, ErbB-1  та HER1).
Вектибікс був розроблений компанією Abenix Inc., виробляється компанією Amgen. В 2014 році Amgen і illumina Inc. уклали договір про розробку діагностичного тесту, який використовуватиметься  в якості компаньйона для панітумумабу, щоб визначати його придатність, ефективність і безпеку для конкретних пацієнтів.

## Схвалення
Панітумумаб спочатку був схвалений 27 вересня 2006 для EGFR-експресуючого метастатичного прогресуючого колоректального раку під час або після застосування фторопірімідин-, оксаліплатин-, і іринотекан-вмісних препаратів. Схвалення було засновано на результатах дослідження, яке показало клінічну користь у пацієнтів з метастатичним колоректальним раком . У липні 2009 FDA  оновила маркірування препаратів анти-EGFR моноклональних антитіл (панітумумаб і цетуксимаб) позначивши, що вони призначені для лікування метастатичного колоректального раку, і включила в них інформацію про KRAS-мутації . Це сталося на підставі дослідження, яке продемонструвало відсутність користі від панітумумаб у пацієнтів з NRAS-мутацією.
Він також затверджений як агент першої лінії у поєднанні з FOLFOX
В 2007 році панітумумаб був одобрений Європейським агентством з лікарських засобів, а  в 2008  Міністерство охорони здоров'я Канади одобрило його для «лікування рефрактерного EGFR-експресуючого метастатичного колоректального раку у пацієнтів з не мутуючим   (" диким ") KRAS».
Панітумумаб був першим моноклональним антитілом, що продемонстрував використання KRAS як прогностичного біомаркера. 

## Розробка
Панітумумаб був розроблений шляхом імунізації трансгенних мишей (XenoMouse), які здатні виробляти людський імуноглобулін важких і легких ланцюгів. Після імунізації цих тварин специфічний клон B-лімфоцитів, який виробляв антитіла проти EGFR, був відібраний і закріплений в клітинах яєчниках китайського хом'яка (Chinese hamster ovary - CHO). Ці клітини потім використовуються для повномасштабного виробництва на 100% людських антитіл.

## Механізм дії
EGFR -це трансмембранний білок. Панітумумаб діє шляхом зв'язування позаклітинного домену EGFR і запобігає його активації. Це призводить до зупинки каскаду внутрішньоклітинних сигналів, що залежать від зазначеного рецептора.

## Побічна дія і протипоказання
Панітумумаб може викликати висипання на шкірі, втому, нудоту, діарею, лихоманку, знижує рівень магнію. Висипання частіше відмічені на ділянках шкіри після контакту з сонячними променями (лице, груди). Для лікування шкірних висипів (язви, пухирі) можуть знадобитись пероральні антибіотики або  стероїдні креми, такі як гідрокортизон.
Токсична дія на очі чи кератин спостерігалась в 16% пацієнтів, що зазвичай вимагало припинення терапії.
У клінічних дослідженнях 90% пацієнтів мали дерматологічну токсичність, а 15% цих випадків - важкі. Токсичність шкіри зазвичай спостерігалася через два тижні після початку лікування. Також у клінічних дослідженнях спостерігали фіброз  легенів і інтерстиціальне захворювання легенів.
Панітумумаб не ефективний у пацієнтів, які мають мутації KRAS або NRAS . Протипоказаний при інтерстиціальному пневмоніті або фіброзі легенів. Ефективність та безпечність панітумумабу для осіб віком до 18 років не встановлена.